# Lisbeth Bandres
Lisbeth Bandres (San José de Guanipa, Venezuela, 24 de marzo de 1988) es una futbolista profesional venezolana que se desempeña en el terreno de juego como mediocampista ofensiva y su actual equipo es el Caracas FC de la Liga Nacional de Fútbol Femenino de Venezuela.

## Clubes
| Club                           | País      | Año           |
| ------------------------------ | --------- | ------------- |
| Club de Futbol Agencia Guanipa | Venezuela | 2005-2008     |
| Caracas FC                     | Venezuela | 2008-2021     |
| Atlético Sport Club            | Venezuela | 2021-2021     |
| Caracas FC                     | Venezuela | 2021-presente |

## Palmarés
- Liga Nacional de Fútbol Femenino de Venezuela 2009 - Campeona
- Juegos Centro y del Caribe Mayagüez 2010 - Campeona
- Liga Nacional de Fútbol Femenino de Venezuela 2010 - Campeona
- Liga Nacional de Fútbol Femenino de Venezuela 2011 - Campeona
- Liga Nacional de Fútbol Femenino de Venezuela 2012 - Campeona
- Liga Nacional de Fútbol Femenino de Venezuela 2014 - Campeona
- Copa Libertadores Femenina 2014 - Subcampeona
- Torneo Invitacional Femenino de 2021 - Campeona [1]